# بورکیتسویل (مریلند)
بورکیتسویل (به انگلیسی: Burkittsville) شهری در ایالت مریلند کشور ایالات متحده آمریکا است که جمعیت آن در سرشماری سال ۲۰۱۰ میلادی، ۱۵۱ نفر بوده‌است.